# Opel Combo
Il Combo è un veicolo commerciale leggero prodotto dalla casa tedesca Opel dal 1986. Nel 2018 ne è stata presentata la quinta serie.
Come consuetudine della General Motors, era venduto anche con i nomi di altre aziende del gruppo, a seconda del mercato di commercializzazione: si trovava infatti in vendita anche come Vauxhall Combo, Holden Combo e Chevrolet Combo. Anche le varie serie hanno seguito la classica denominazione Opel, come Combo A, Combo B e così via.

## Storia e caratteristiche

### Combo A
La Combo fu pensata per sostituire la precedente furgonetta derivata dalla Kadett D: coerentemente con ciò, la sua prima versione fu derivata direttamente dalla Kadett E e venne commercializzata dal gennaio 1986 al luglio 1994, e sfruttava la scocca della versione station wagon, nonché molte sue motorizzazioni. Questa prima serie era commercializzata come Kadett Combo (in Inghilterra come Vauxhall Astramax), ma in seguito è stata spesso indicata anche come Combo A per distinguerla dalla successive generazioni della Combo. Ciononostante è altrettanto frequente trovare indicata come Combo A la successiva generazione della Combo, già basata sulla Corsa B.

### Combo B
Questa nuova serie fu introdotta nell'ottobre 1993 e venne resa disponibile con due motori a benzina (da 1.4 e 1.6 litri) o uno a gasolio (da 1.7 litri). Diversamente dalla Combo A, venne realizzata sul pianale della Corsa, qui giunta alla sua seconda generazione, e inoltre non fu una semplice giardinetta senza finestrini posteriori, ma una vera e propria variante di carrozzeria con parte posteriore a tetto rialzato per una più ampia capacità di carico merci. Fu inoltre disponibile come furgone atto al trasporto di merci oppure come versione combinata con due file di sedili. In quest'ultima configurazione la vettura prese il nome di Combo Tour. In ogni caso, i modelli Kadett Combo e la prima vera Combo basata sul pianale della Corsa erano prevalentemente destinati al trasporto di merci e con un vano di carico chiuso.

### Combo C
Nel corso degli anni '90, vedendo il crescente successo di quei veicoli cosiddetti multispazio come Renault Kangoo, Citroën Berlingo e Fiat Doblò, dal 2001 venne lanciata la Combo C, prodotta anche in una versione con finestratura posteriore, basata sulla nuova Corsa C. Inizialmente disponibile con motori 1.6 a benzina e 1.7 a gasolio, vide in seguito la gamma ampliarsi con l'arrivo di motori 1.4 a benzina e 1.3 a gasolio, più un 1.6 a metano sia per uso merci che a passeggeri con 5 posti e sia con portellone posteriore che con doppia porta.
Quest'ultima venne prevista unicamente per le versioni merci, mentre la versione con motore 1.4 16v (da 90 CV di potenza) fu riservata alla versione passeggeri (5 passeggeri più il vano di carico posteriore). La portata utile di carico variava tra i 520 e i 735 kg. La produzione del Combo C destinato al trasporto di persone cessò nell'ottobre del 2010, mentre quella Combo C furgonato fu arrestata verso la fine dell'anno seguente.

### Combo D
A partire dal 2012 è stata introdotta la quarta serie (includendo anche la Kadett Combo come prima generazione), questa volta derivata strettamente dalla seconda generazione del Fiat Doblò, dal quale differisce solo per alcuni particolari estetici. Presentato al Salone di Francoforte del 2011 e caratterizzato da un corpo vettura molto più grande delle precedenti versioni è in grado quindi di offrire più spazio per merci o passeggeri (a seconda della versione). Il Combo di quarta generazione condivide anche gran parte dei propulsori presenti già nella gamma del furgoncino Fiat Professional. La casa automobilistica italiana Fiat infatti lo produce presso i propri stabilimenti insieme proprio al Doblò. I motori previsti sono quindi:
- il 1.4 a benzina proposto in versione aspirata da 95 CV;
- il 1.4 turbo da 120 CV e con alimentazione bi-fuel metano-benzina;
- il 1.3 Multijet di origine Fiat da 90 CV;
- il 1.6 Multijet da 90 CV e da 105 CV;
- il 2 litri CDTI nato dalla collaborazione tra Fiat e GM e con potenza massima di 135 CV.

È stato sostituito nel 2018 dall'Opel Combo E.

### Combo E
Nell'estate del 2018 è stata introdotta la quinta generazione, denominata Combo E. Stavolta, lo sviluppo del nuovo ludospace e van è avvenuto sotto l'egida del gruppo PSA. Infatti, se nel 2014 il gruppo francese aveva stipulato un contratto di collaborazione con la General Motors, che a quel punto aveva divorziato da anni con il gruppo Fiat (nel frattempo evolutosi nel gruppo FCA dopo l'acquisizione del gruppo Chrysler), nel 2017 rilevò addirittura i marchi Opel e Vauxhall. Per questo, la quinta generazione della Opel Combo nasce utilizzando pianale e scocca delle nuove generazioni di Rifter e Berlingo, compresa la possibilità di scegliere fra versione a passo normale o a passo lungo. Al suo debutto, la Combo E è stata proposta in quattro motorizzazioni, di cui tre originate dallo stesso motore, al momento l'unico a gasolio nella gamma d'esordio della Combo E nel ottobre 2018 è stata lanciata la versione cargo in due misure differenti Normale e xl (con vano di carico più grande e lungo):
- 1.2 Turbo, ossia il motore EB2DT da 1199 cm3 con potenza massima di 110 CV;
- 1.5 Diesel, ossia il nuovo motore DV5 da 1499 cm3 disponibile con potenze massime di 75. 102 e 131 CV.

Due le varianti di trasmissione previste: il 1.2 Turbo e il 1.5 Diesel da 131 CV sono previsti con un cambio manuale a 6 marce, mentre le restanti due motorizzazioni a gasolio sono previste con un cambio manuale a 5 marce.
A partire dal giugno del 2019, il 1.2 turbo viene proposto anche con potenza innalzata a 131 CV, mentre il 1.5 diesel da 75 CV viene tolto dalla gamma. Nel giugno del 2021, la Combo viene proposta anche in versione puramente elettrica: in questo caso il motore utilizzato è un'unità alimentata da batteria agli ioni di litio della capacità di 50 kWh. La sua potenza è di 136 CV, mentre la coppia massima è di 260 Nm. dati che permettono alla vettura di raggiungere una punta massima autolimitata di 135 km/h con un'autonomia di marcia pari a 285 km per la versione a passo corto e di 278 km per la versione a passo lungo.

## Galleria d'immagini
| Opel Kadett Combo (o Combo A) | Opel Combo B | Opel Combo C | Opel Combo D | Opel Combo E |
| ----------------------------- | ------------ | ------------ | ------------ | ------------ |
|                               |              |              |              |              |
| 1986-94                       | 1994-01      | 2001-11      | 2012-18      | dal 2018     |